# Hemizonia
Hemizonia là một chi thực vật có hoa trong họ Cúc (Asteraceae).

## Loài
Chi Hemizonia gồm các loài: